# Bosellia mimetica
Espèce
Bosellia mimetica est une espèce de limaces de mer, un mollusque gastéropode de la famille des Plakobranchidae.

## Description et caractéristiques
C'est un petit sacoglosse au corps ovale et aplati, généralement vert foncé, mimétique des algues du genre Halimeda dont il se nourrit et sur lesquelles il vit.

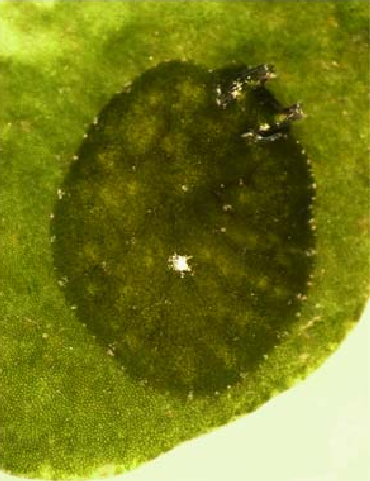
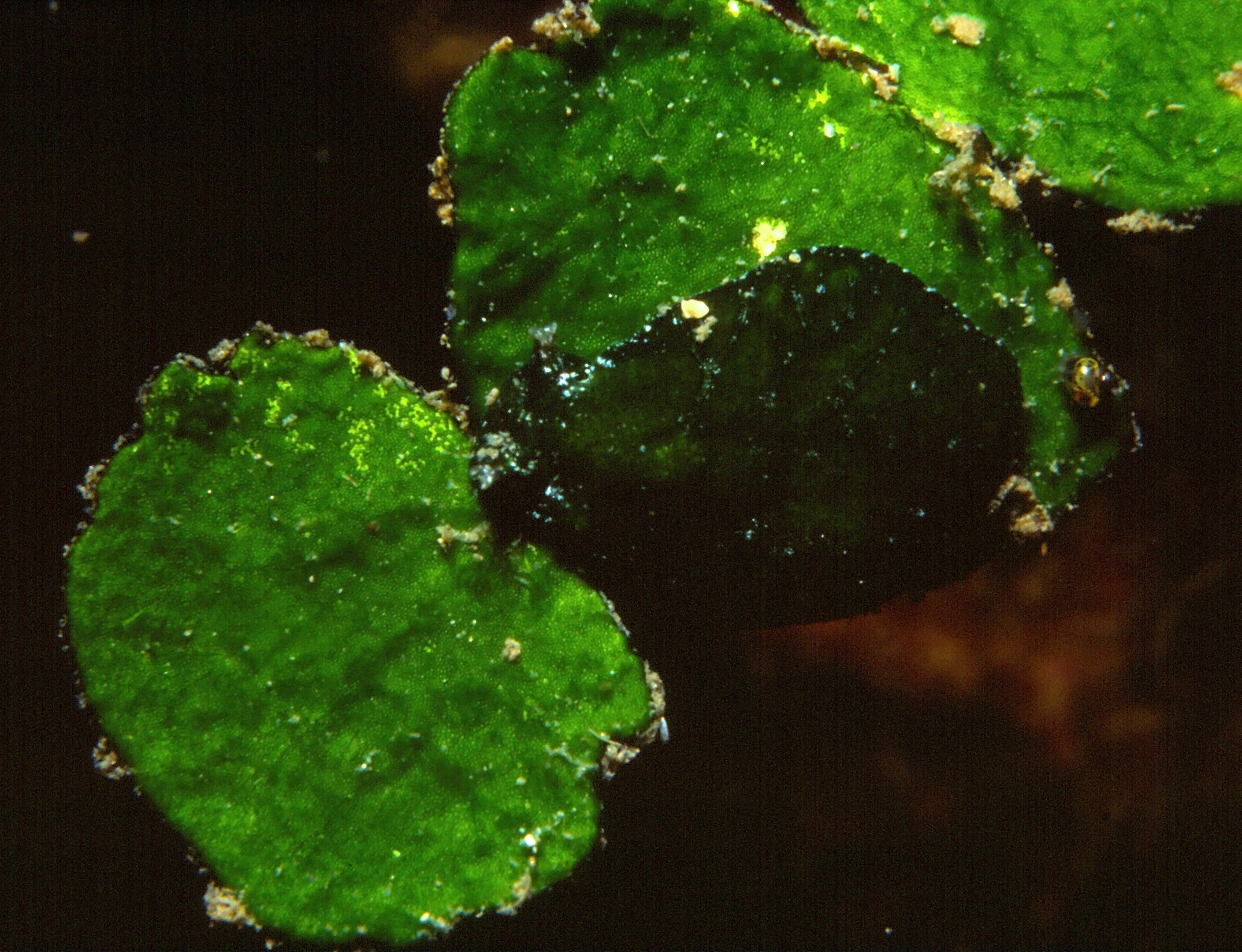
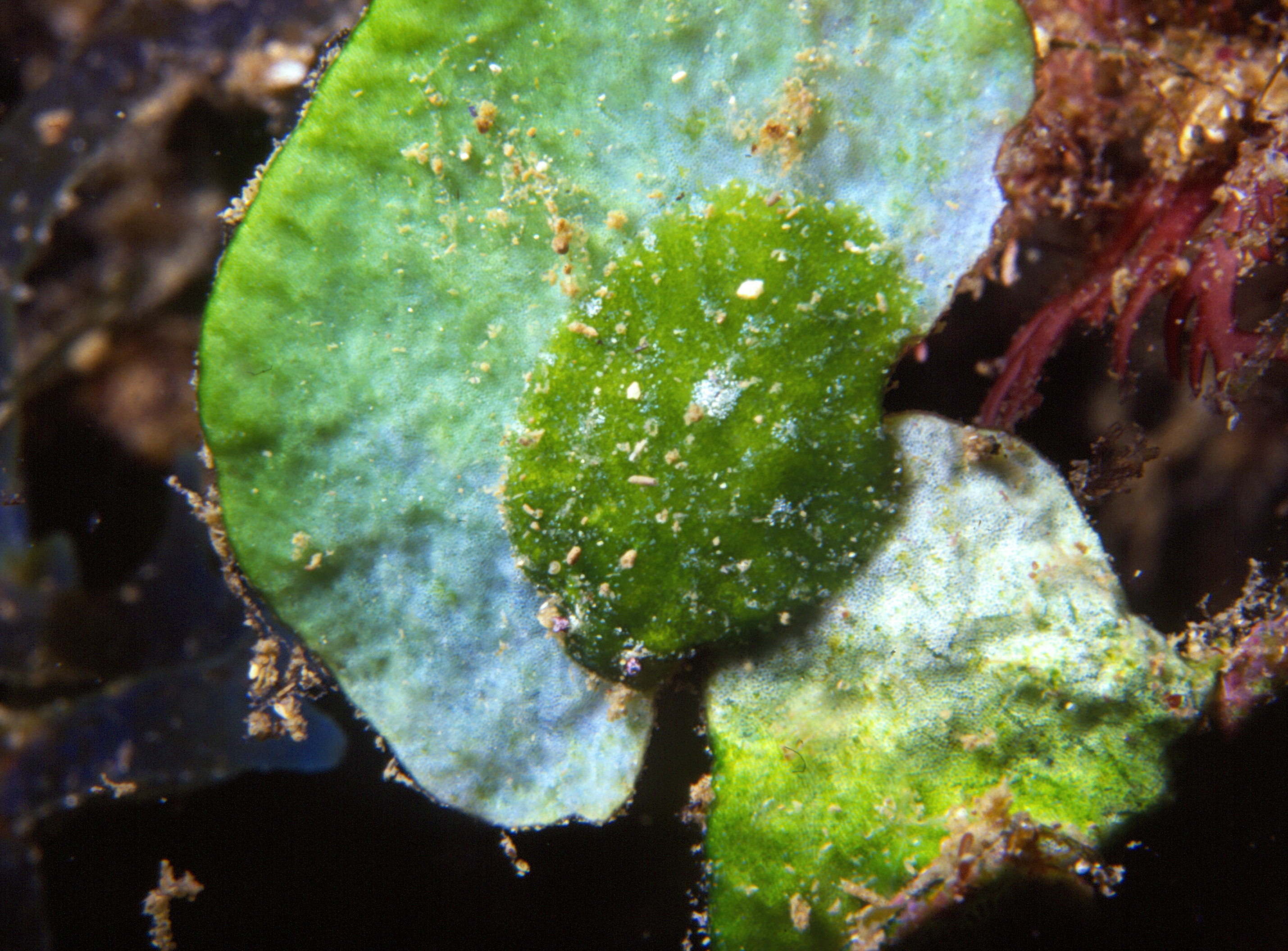